# Verordnung (EU) 2023/988 des Europäischen Parlaments und des Rates vom 10. Mai 2023 über die allgemeine Produktsicherheit
Die Verordnung (EU) 2023/988 des Europäischen Parlaments und des Rates vom 10. Mai 2023 über die allgemeine Produktsicherheit (ProdSVO) ist eine europäische Verordnung. Sie ersetzt die Richtlinie 2001/95/EG über die allgemeine Produktsicherheit. Die Verordnung soll sicherstellen, dass durch ein hohes Verbraucherschutzniveau im Europäischen Binnenmarkt in den Verkehr gebrachte Produkte für Verbraucher die Gesundheit und Sicherheit der Verbraucher nicht gefährden. Nach dem englischen Titel ist auch die Bezeichnung „General Product Safety Regulation (GPSR)“ zur Bezeichnung der Verordnung in Gebrauch.

## Bewertung der Sicherheit von Produkten
Zur Bestätigung der Erfüllung des allgemeinen Sicherheitsgebots aus § 5 ProdSVO („Die Wirtschaftsakteure dürfen nur sichere Produkte in Verkehr bringen oder auf dem Markt bereitstellen.“) sind Hersteller verpflichtet, die Sicherheit des Produkts im Rahmen einer internen Risikoanalyse zu bewerten. Dabei werden verschiedene Aspekte wie die Eigenschaften des Produkts, die Zusammensetzung oder Verpackung, oder die Interaktion des Produkts mit anderen Produkten bewertet. Dabei können z. B. einschlägige europäische Normen zur Bewertung herangezogen werden.

## Meldepflichten
Die Verordnung sieht Meldepflichten für Wirtschaftsakteure bei Unfällen (Vorkommnissen) mit einem Produkt vor, die zu Tod oder gesundheitlicher Beeinträchtigung führen. Art. 20 der Verordnung legt fest, dass Einführer und Händler den Hersteller des Produktes informieren, der dann eine Meldung im Safety-Business-Gateway vornimmt.

## Geltungsbereich
Der Anwendungsbereich der Verordnung umfasst auch Wirtschaftsakteure wie Fulfillment-Dienstleister sowie Anbieter von Online-Marktplätzen.
Die Verordnung ist auf in der EU in Verkehr gebrachte oder auf dem Markt bereitgestellte Produkte anwendbar. Soweit bestimmte andere Harmonisierungsrechtsvorschriften für diese Produkte gelten, sind sie von bestimmten Pflichten, wie der Bewertung durch eine interne Risikoanalyse, ganz oder teilweise ausgenommen.
Die Verordnung gilt nicht für Human- und Tierarzneimittel, Lebensmittel, Futtermittel, lebende Pflanzen und Tiere, genetisch veränderte Organismen und genetisch veränderte Mikroorganismen in geschlossenen Systemen sowie Erzeugnisse von Pflanzen und Tieren, die unmittelbar mit ihrer künftigen Reproduktion zusammenhängen, tierische Nebenprodukte und Folgeprodukte, Pflanzenschutzmittel, Beförderungsmittel, mittels derer Verbraucher sich fortbewegen oder reisen und die von Dienstleistungserbringern im Rahmen einer Transportdienstleistung, die Verbrauchern erbracht wird, direkt bedient werden und nicht von den Verbrauchern selbst bedient werden, Luftfahrzeuge gemäß Artikel 2 Absatz 3 Buchstabe d der Verordnung (EU) 2018/1139, sowie Antiquitäten.
Ein zentrales Element der Verordnung ist die Stärkung der Marktüberwachung. Unternehmen müssen sicherstellen, dass ihre Produkte Rückverfolgbarkeitsanforderungen erfüllen und die entsprechenden technischen Unterlagen bereitgestellt werden können. Dazu gehören unter anderem eine umfassende Risikoanalyse, Sicherheitsbewertungen und die Bereitstellung der EU-Konformitätserklärung.

## Von der ProdSVO abgedeckte Produkte
Die Verordnung über die allgemeine Produktsicherheit gilt für alle Verbraucherprodukte, sofern keine sektorspezifischen Regelungen bestehen. Dazu gehören:
- Autozubehör
- Kleidung, Schuhe und Accessoires
- Heimwerken, Werkzeuge, Eisenwaren und Gartenarbeit
- Elektrische und elektronische Produkte
- Haushalts- und Bürobedarf
- Haushaltswaren, Küchengeschirr und Möbel
- Schmuck und Accessoires
- Körperpflege- und Schönheitsprodukte
- Haustierprodukte
- Sport- und Outdoorausrüstung
- Spielzeug und Kinderprodukte

## Verantwortlichkeiten der Wirtschaftsakteure
Die ProdSVO definiert Rollen für die folgenden Wirtschaftsakteure:
- Hersteller: Produkte von Herstellern, die in der EU niedergelassen sind, werden üblicherweise durch den in der EU niedergelassenen Hersteller in Verkehr gebracht, unabhängig davon, ob sie online oder im stationären Einzelhandel verkauft werden.
- Importeure: Produkte, die außerhalb der EU hergestellt und im stationären Einzelhandel innerhalb der EU verkauft werden, werden grundsätzlich durch einen Einführer in der EU in Verkehr gebracht. Für diese Produkte ist der Einführer der Wirtschaftsakteur gemäß Artikel 4 (es sei denn, der Hersteller hat einen Bevollmächtigten mit der Wahrnehmung der Aufgaben nach Artikel 4 beauftragt).
- Händler: Für Produkte von Herstellern mit Sitz außerhalb der EU, die online (oder über eine andere Form des Fernabsatzes) angeboten werden, kann es ebenfalls einen Einführer geben, wobei dieser das Produkt entweder selbst online zum Verkauf oder an einen Händler verkauft, der dann das Produkt online zum Verkauf anbietet.

- Bevollmächtigter: Hat der Hersteller (mit oder ohne Sitz in der EU) einen Bevollmächtigten schriftlich beauftragt, die spezifischen Aufgaben nach Artikel 4 wahrzunehmen, so ist dieser Bevollmächtigte der Wirtschaftsakteur gemäß Artikel 4. In anderen Fällen hängt es von der Lieferkette ab, wer Wirtschaftsakteur gemäß Artikel 4 ist.
- Fulfillment-Dienstleister: Gibt es keinen Einführer und das Produkt wird stattdessen von einem Fulfilment-Dienstleister mit Sitz in der EU abgefertigt, so ist der Fulfilment-Dienstleister der Wirtschaftsakteur gemäß Artikel 4 (es sei denn, der Hersteller hat einen Bevollmächtigten mit der Wahrnehmung der Aufgaben nach Artikel 4 beauftragt).

## Anbieter von Online-Marktplätzen
Die ProdSVO enthält auch Bestimmungen für den Fernabsatz, die Betreiber von Online-Marktplätzen betreffen. So müssen sich diese im Safety-Gate-Portal der EU registrieren. Online-Händler welche Produkte vertreiben, die unter die ProdSVO fallen, haben auch Informationspflichten für Verbraucher zu erfüllen. Neben Hersteller (Name, oder Handelsname) bzw. EU-Bevollmächtigten des Herstellers eines Produkts sind nach Art. 19 der Verordnung auch Angaben zur Produkt-Identifizierung (einschließlich Produkt-Abbildung) und etwaige Warnhinweise oder Sicherheitsinformationen zum Produkt auf der Angebotswebsite (Online-Schnittstelle) anzugeben.

## Übergangsbestimmungen
Diese Verordnung gilt für alle Produkte im Geltungsbereich der Verordnung, die ab 13. Dezember 2024 in Verkehr gebracht werden. Das Bereitstellen auf dem Markt von unter die Richtlinie 2001/95/EG fallenden Produkten, die mit jener Richtlinie konform sind und vor dem 13. Dezember 2024 in Verkehr gebracht wurden, soll durch die EU-Mitgliedsstaaten nicht behindert werden.